# Linton (Derbyshire)
Linton – wieś w Anglii, w hrabstwie Derbyshire, w dystrykcie South Derbyshire. Leży 21 km na południowy zachód od miasta Derby i 171 km na północny zachód od Londynu.